# Pagar Agung (Bermani Ilir)
Pagar Agung is een bestuurslaag in het regentschap Kepahiang van de provincie Bengkulu, Indonesië. Pagar Agung telt 552 inwoners (volkstelling 2010).